# Artigo 58 (Código Penal da República Socialista Russa)
O artigo 58 do Código Penal da RSFSR (República Socialista Federativa Soviética Russa) entrou em vigor em 25 de fevereiro de 1927 para prender os suspeitos de atividades contra-revolucionárias.  Ele foi revisto várias vezes e significativamente alargado em 08 de junho de 1934.
Este artigo introduziu no direito penal da Rússia noções de "inimigos do povo", "traidores" e "sabotadores". Isso levou à prisão de um grande número de pessoas, incluindo um grande número de inocentes. As sanções podiam ir até 25 anos de prisão e eram frequentemente prorrogadas indefinidamente sem julgamento ou deliberação. Os Códigos penais das outras Repúblicas da União Soviética também continha artigos da mesma natureza.

## Aplicação do artigo
O artigo foi usado para a prisão e execução de muitas proeminentes pessoas e de uma multidão de inocentes anônimos. As sentenças eram longas, podendo chegar a 25 anos, e muitas vezes se estendia indefinidamente sem julgamento ou revisão. Com efeito, o artigo 58 era carta branca para a polícia secreta prender qualquer pessoa considerada suspeita, e fazer seu uso como uma arma política.
Os presos pelo artigo 58 eram conhecidos como "políticos" (политический), em oposição aos criminosos comuns ou "ugolóvnik" (уголовник), eles não tinham tratamento diferenciado na difícil vida dentro dos Gulag, e normalmente os prisioneiros políticos sofriam assim uma dupla punição, tanto pela administração dos campos como pelos criminosos comuns. 
Ele tambem foi aplicado pela URSS na Zona de ocupação soviética na Alemanha, as pessoas eram internadas como "espiões" pela simples suspeita de  oposição ao regime stalinista, mesmo pelo simples ato de contatar  organizações com base nas  Zonas ocupadas pelos Aliados   ocidentais.  No campo especial da  NKVD  em Bautzen, 66% dos presos eram desta categoria.
Aleksandr Solzhenitsyn em seu livro Arquipélago Gulag caracterizada a enorme extensão da aplicação deste artigo, da seguinte forma:
Pode-se encontrar mais epítetos em louvor deste artigo que Turgenev para louvar o idioma russo, ou Nekrasov para louvar a Mãe Rússia: grande, poderoso, abundante, muito ramificado, multiforme, 58 de largura arrebatadora, que abraçou o mundo não tanto com os termos exatos de suas seções mas em sua interpretação extensiva. 
Quem de nós não experimentou seu abraço abrangente? Em toda a verdade, não há nenhuma etapa, pensamento, ação, ou falta de ação sob os céus que não poderia ser punido pela mão pesada do artigo 58.

## Evolução
Após a denúncia do estalinismo por Nikita Khrushchev o código foi reescrito de forma significativa.